# Exit Lights
| Críticas profissionais | Críticas profissionais |
| Avaliações da crítica  | Avaliações da crítica  |
| Fonte                  | Avaliação              |
| ---------------------- | ---------------------- |
| allmusic               | link                   |
| Jesus Freak Hideout    | link                   |

Exit Lights é um álbum de remixes da banda Falling Up, lançado a 12 de setembro de 2006. O álbum é composto por remixes dos dois discos anteriores, Dawn Escapes e Crashings.

## Faixas
1. "Islander — 5:53
2. "Exit Calypsan (Into the Ice Cave)" — 4:49
3. "Escalates (Aceramic)" — 3:07
4. "Broken Heart (Ghosts of Seaside)" — 6:08
5. "Circlewinds (Interlude)" — 2:23
6. "Moonlit (Neon Predator)" — (com Solomon Olds de Family Force 5) — 3:38
7. "Bittersweet (a Jedi Force)" — 4:04
8. "Third Lake (Interlude)" — 2:50
9. "Searchlights (Indoor Soccer)" — 3:18
10. "Fearless (250 and Dark Stars)" — (com Trevor McNevan de Thousand Foot Krutch, Troma) — 4:28
11. "Contact (Complexus)" — 6:06
12. "Exhibition (Epoison)" — (com Rachael Lampa) — 3:37
13. "Cascades (From In the Forest Cascadia)" — 3:21

## Desempenho nas paradas musicais
| Parada musical (2006)                 | Posição |
| ------------------------------------- | ------- |
| Estados Unidos - Top Christian Albums | 31      |
| Estados Unidos - Top Heatseekers      | 43      |